# Elias Pavlidis
Elias Pavlidis, seltener auch Helias Pavlidis oder Ilias Pavlidis (* 4. Mai 1978 in Swerdlowsk (seit 1991: Jekaterinburg), Sowjetunion) ist ein ehemaliger griechischer Boxer und Teilnehmer der Olympischen Spiele 2004 im Halbschwergewicht und der Olympischen Spiele 2008 im Schwergewicht, wobei er beide Male den fünften Platz erreichte.

## Boxkarriere
Pavlidis gewann 2001 das Turnier Trofeo Italia, wobei er im Finale Andrij Fedtschuk schlagen konnte. Im selben Jahr gewann er zudem Bronze beim Turnier Danish Box Open und nahm an den Weltmeisterschaften in Nordirland teil, wo er im Achtelfinale gegen Jewgeni Makarenko ausschied.
2002 gewann er Bronze beim Turnier Strandja Mamorial in Bulgarien und Gold beim Acropolis Cup in Griechenland, wobei ihm Siege gegen Juha Ruokola, Courtney Fry und Clemente Russo gelangen. Bei den Europameisterschaften 2002 in Russland schied er im Achtelfinale gegen Viktor Perun aus.
2003 gewann er jeweils Bronze bei den Turnieren Strandja Mamorial, Gee-Bee in Finnland und Acropolis Cup, sowie jeweils Silber beim Ahmet Cömert Tournament in der Türkei und dem Oil Producing Countries Cup in Russland. Bei den Weltmeisterschaften 2003 in Thailand unterlag er erneut im Achtelfinale gegen Jewgeni Makarenko.
Im Achtelfinale der Europameisterschaften 2004 in Kroatien verlor er diesmal gegen Andrij Fedtschuk, gewann jedoch den Acropolis Cup mit Siegen gegen Clemente Russo, Yoan Hernández und Beibit Schümenow. Damit hatte er sich für die Olympischen Spiele 2004 in Athen qualifiziert und besiegte dort Taylor Mabika und Ali Ismayilov. Im Viertelfinale verlor er schließlich umstritten beim Kampf um den Einzug in die Medaillenränge durch Abbruch gegen Ahmed Ismail. Vor der dritten und letzten Runde war Pavlidis mit 18:12 Punkten in Führung gelegen, ehe der indonesische Ringrichter Pavlidis aufgrund eines Cuts über dem linken Auge aus dem Kampf genommen hatte. Der anschließende Protest des griechischen Boxverbandes wurde vom Weltverband AIBA abgewiesen. Damit verpasste Pavlidis die Chance, als erster griechischer Boxer eine Olympiamedaille zu gewinnen.
2005 gewann er jeweils Silber beim Beogradski Pobednik Tournament in Serbien und dem Oil Producing Countries Cup in Russland. Bei den Mittelmeerspielen 2005 in Spanien unterlag er im Achtelfinale gegen Ramadan Yasser.
2007 erreichte er Silber beim Algirdas Socikas Tournament in Litauen und Gold bei den EU-Meisterschaften in Irland. Er besiegte dabei unter anderem Vedran Đipalo und Con Sheehan. Bei den Weltmeisterschaften desselben Jahres in den USA schied er gegen John M’Bumba aus.
2008 gewann er Silber beim Strandja Memorial und schlug dabei unter anderem Terwel Pulew, zudem gewann er erneut die Goldmedaille bei den EU-Meisterschaften in Polen. Er hatte dabei unter anderem József Darmos und Con Sheehan besiegt. Bei den europäischen Olympiaqualifikationsturnieren in Italien und Griechenland besiegte er Con Sheehan, József Darmos, Mihail Muntean, Vitalijus Subačius sowie Petrișor Gănănău und verlor nur gegen Danny Price und Milorad Gajović, gegen letzteren knapp mit 3:4. Er war damit für die Olympischen Spiele 2008 in Peking qualifiziert wo ihm diesmal ein Sieg gegen Milorad Gajović gelang, ehe er erneut beim Kampf um einen Medaillenplatz mit 4:7 gegen Osmay Acosta unterlag.
2008 schied er in der Vorrunde bei den Europameisterschaften in England gegen Colak Ananikyan aus, während er beim Weltcup in Russland im Viertelfinale gegen Roman Masalimow mit 12:12+ verlor.